# 하세가와 시로
하세가와 시로(일본어: 長谷川 四郎, 1905년 1월 7일~1986년 8월 7일)는 14선 중의원 의원을 지낸 일본의 정치인이다.

## 생애
1905년 1월 7일에 군마현 야마다군에서 태어났다. 집안이 가난하여 고등소학교까지만 나왔고 이로 인해 일찍부터 정치에 뜻을 뒀다. 젊었을 땐 생선 장수를 하며 생계를 이어가다가 정계 진출을 위해 기류상공회의소 부회장, 군마현의회 의원 등을 거쳐 1949년 총선에 출마해 당선돼 뜻을 이뤘다.
소속 정당은 민주당, 개진당 등을 거쳐 1955년의 보수합동 이후 자유민주당이었다. 처음엔 기시 노부스케의 파벌에 속했다가 분열 이후 가와시마 쇼지로-시나 에쓰사부로의 파벌에 속했다. 1967년 7월부터 군마현지부 연합회장을 맡았다.
통상산업정무차관, 중의원 상공위원장·농림수산위원장, 자유민주당 국회대책위원장 등을 역임한 뒤 1968년 11월 제2차 사토 내각 (제2차 개조)에 농림상으로 입각했다. 1972년에 중의원 부의장 아라후네 세이주로가 오키나와 반환과 관련해 일본사회당과 일본공산당이 학생 운동을 부추겼다며 중상 발언을 한 것 때문에 부의장에서 물러나자 하세가와가 후임 부의장이 되었다. 이후 10개월 만에 물러났고 같은 해 12월에 출범한 후쿠다 다케오 내각에서 건설상으로 입각했다.
오랫동안 시나의 측근으로 활약했으며 시나 재정 당시에도 분투했다. 당내에선 섬유족 의원으로 활약했다. 시나의 사후에는 나카가와 이치로의 파벌에 참여하여 최고 원로 의원이 되었고 나카가와를 총재로 만들기 위해 노력했지만 뜻을 이루지 못했다. 나카가와가 죽은 후인 1984년에 후쿠다 다케오가 이끄는 청화회에 가입했다. 그리고 1986년에 정계를 은퇴했다. 하세가와의 지지 기반은 군마현의회 의원 야쓰 요시오가 물려받았다.
정계를 은퇴하고 얼마 지나지 않은 8월 7일에 폐섬유증으로 사망했다. 향년 81세. 생전에 군마현의 발전을 위해 노력한 공을 인정받아 사후에 첫 번째 명예 군마현민이 되었다.

## 역대 선거 기록
|  | 20.5% |

|  | 19.6% |

|  | 18.9% |

|  | 25.5% |

|  | 24.2% |

|  | 26.07% |

|  | 27.08% |

|  | 32.38% |

|  | 27.45% |

|  | 25.02% |

|  | 21.22% |

|  | 39.92% |

|  | 35.96% |

|  | 23.99% |

| 전임 니시무라 나오미 | 제40대 농림대신 1968년 11월 30일~1970년 1월 14일 | 후임 구라이시 다다오 |

| 전임 주만 다쓰이 | 제40대 건설대신 1976년 12월 24일~1977년 11월 28일 | 후임 사쿠라우치 요시오 |